# Paul Bühlmann
Paul Bühlmann (* 12. Februar 1927 in Zürich; † 15. Juli 2000 ebenda) war ein Schweizer Volksschauspieler.

## Leben
Bühlmann wuchs in der Stadt Zürich auf und lebte bis zu seinem Tod dort. Er spielte in den 1950er und 1960er Jahren in einigen Radioaufführungen von Hans Gmür Musicals mit, so etwa in Bibi Balù und Golden Girl.
Der grosse Durchbruch gelang ihm im Film Polizist Wäckerli in Gefahr zusammen mit Jörg Schneider als Ganoven-Duo Feusi und Vögeli. Aber auch in ernsten Rollen wie Das gefrorene Herz von Xavier Koller hatte er grossen Erfolg. Den Höhepunkt erreichte er in der Titelrolle des Dialektstücks De Schacher Sepp, welches auf dem bayerischen Brandner Kaspar basiert, wurde 1990 im Zürcher Bernhard-Theater uraufgeführt. Paul Bühlmanns bevorzugte Rollen waren Schwänke und Komödien. Zusammen mit Jörg Schneider und Ines Torelli vertonte er viele Stücke des Kasperlitheaters, welche inzwischen zu Schweizer Klassikern des vertonten Kindermärchens geworden sind. Bühlmann lieh seine Stimme darin häufig angesehenen Berufsmännern, aber auch bösen und zwielichtigen Figuren mit knarriger Stimme und einem unnachahmlichen Charme. In den schweizerdeutschen Versionen von Meister Eder und sein Pumuckl spielt er den Schreinermeister Eder.
In seinen letzten Jahren blieb Paul Bühlmann bis zu seiner Nierenerkrankung weiterhin aktiv auf der Bühne, wo er hauptsächlich mit Jörg Schneider auftrat.

## Filmografie (Auswahl)
- 1952: Palast Hotel (Palace Hotel)
- 1957: Taxichauffeur Bänz
- 1957: Konditorei Zürrer (Bäckerei Zürrer)
- 1958: Pünktchen und Anton (Fernsehfilm)
- 1959: Café Odeon
- 1960: Wilhelm Tell
- 1961: Das Lied der Lieder (Fernsehfilm)
- 1961: Die Gejagten
- 1961: Vermißt wird… (Fernsehfilm)
- 1961: Wenn Männer Schlange stehen (Chikita)
- 1961: Das tapfere Schneiderlein (Fernsehfilm)
- 1962: Es Dach überem Chopf
- 1962: Der 42. Himmel
- 1963: Im Parterre links
- 1963: Vico, ist’s wahr…? (Fernsehfilm)
- 1963–1964: Polizischt Wäckerli (Fernsehserie, 10 Folgen)
- 1965: Der Schmied seines Glücks (Fernsehfilm)
- 1967: Großer Mann – was nun? (Fernsehserie, 1 Folge)
- 1967: Polizist Wäckerli in Gefahr
- 1968: Sommersprossen
- 1969: Die Gwundrige (Fernsehfilm)
- 1969: Bitte nicht mit mir
- 1969, 1971: Salto Mortale (Fernsehserie, 2 Folgen)
- 1970: Pfarrer Iseli
- 1970: Prometheus aus der Seitengasse (Fernsehfilm)
- 1970: Hetzjagd (Fernsehfilm)
- 1971: Professor Sound und die Pille – Die unwahrscheinliche Geschichte einer Erfindung (Fernsehfilm)
- 1971: Tatort: Frankfurter Gold (Fernsehfilm)
- 1971: Ein Kind ist verschwunden (Fernsehfilm)
- 1973: Diamantenparty (Fernsehfilm)
- 1973: Okay S.I.R. (Fernsehserie, 1 Folge)
- 1976: Der Stumme
- 1979: De Sonderegger (Fernsehserie, 16 Folgen)
- 1979: Das gefrorene Herz
- 1980: Matto regiert
- 1982: Herr Herr (Fernsehfilm)
- 1984: Motel (Fernsehserie, 1 Folge)
- 1987: Meier & Müller (Fernsehserie)
- 1991: Auf der Suche nach Salome (Fernsehserie, 6 Folgen)